# Congresox
Congresox – rodzaj ryb promieniopłetwych z rodziny murenoszczukowatych (Muraenesocidae).

## Rozmieszczenie geograficzne
Do rodzaju należą gatunki występujące w wodach Morza Czerwonego i Indo-Pacyfiku.

## Morfologia
Długość ciała do 250 cm; brak danych dotyczących masa ciała.

## Systematyka
Rodzaj zdefiniował w 1890 roku amerykański ichtiolog i teriolog Theodore Nicholas Gill w artykule poświęconym charakterystyce osteologicznej rodziny murenoszczukowatych, opublikowanym w czasopiśmie Proceedings of the United States National Museum. Gatunkiem typowym jest (oryginalne oznaczenie (również monotypowe)) murenoszczuk talabon (C. talabon).

### Etymologia
Congresox: zbitka wyrazowa nazw rodzajów: Conger Bosc, 1817 (kongerowate) oraz Esox Linnaeus, 1758 (szczupakowate).

### Podział systematyczny
Do rodzaju należą następujące gatunki:
- Congresox talabon (Cuvier, 1829) – murenoszczuk talabon[6]
- Congresox talabonoides (Bleeker, 1852)